# پولک تزئینی

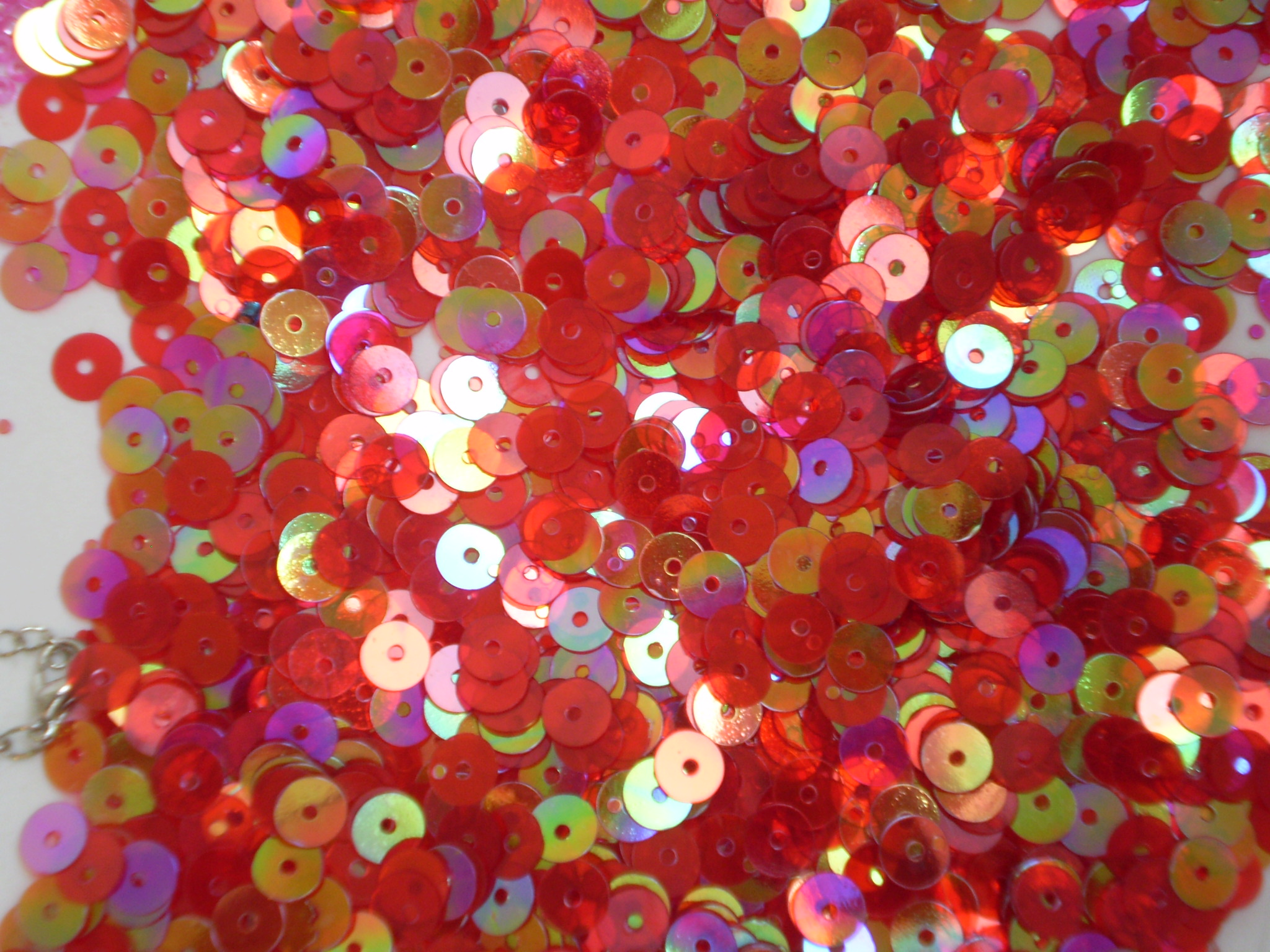
عکسی از پولک

پولک تزیینی دانه یا مهره‌ای قرصی شکل است که به‌منظور تزئینات، به‌ویژه تزئین پوشاک، جواهر، و کفش به‌کار می‌رود. پولک در گذشته از فلزهای براق ساخته می‌شد، ولی امروزه غالباً از پلاستیک تولید می‌شود. پولک‌ها گاهی به سطح چسبانده می‌شوند و گاه به سطح دوخته می‌شوند، که در حالت دوم کمی آزادی حرکت دارند و ازین رو در زوایای بیشتری نور را بازتاب می‌کند و چشمگیرترند. همچنین برخی پولک‌ها تراش‌ها و سطح‌های متفاوتی دارند تا زوایای بازتاب آن‌ها افزایش یابد.
سابقهٔ ساخت پولک تزئینی از جنس طلا به ۲۵۰۰ سال پیش از میلاد در دورهٔ کوت دیجی تمدن درهٔ رود سند می‌رسد.